# Jacob Neefs

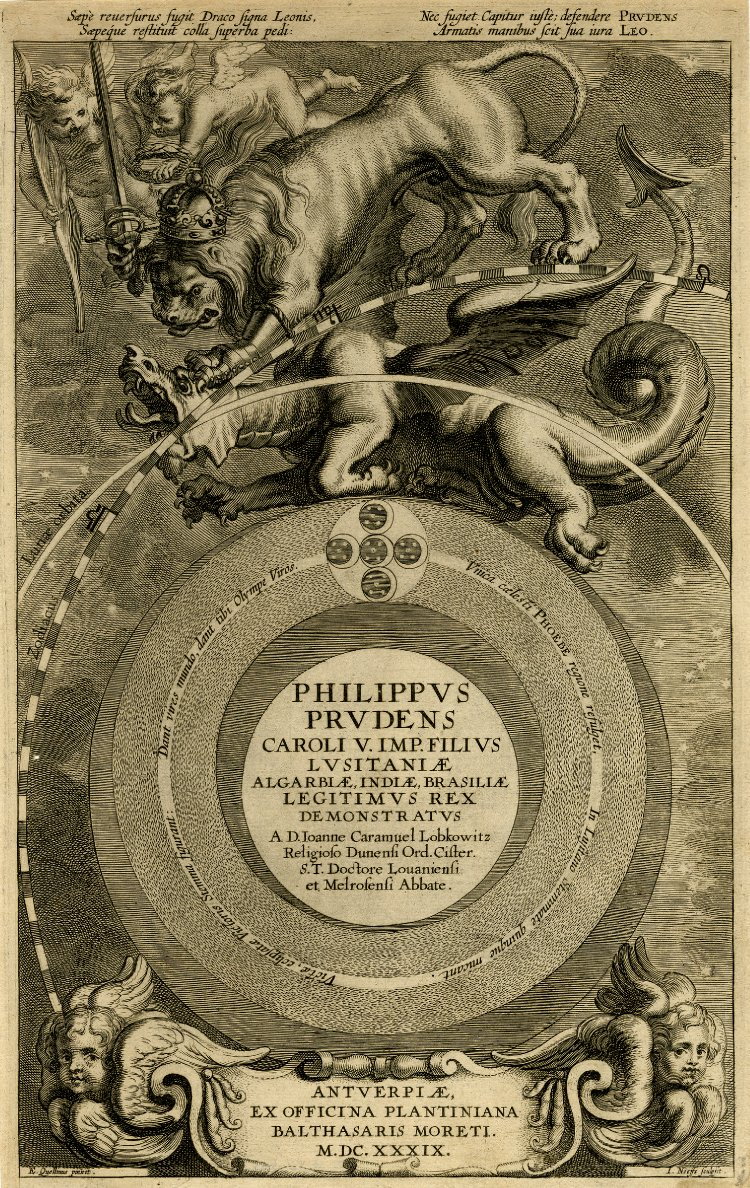
Frontispicio de Juan Caramuel Lobkowitz, Philippvs Prvdens, Amberes, 1639, grabado de Jacob Neefs por dibujo de Erasmus Quellinus II, British Museum.

Jacob Neefs o Jacobus Neeffs (Amberes, 1610-después de 1660) fue un grabador e impresor flamenco.

## Biografía
Hijo de Marie Leentmans y de Jacques Neefs, nació en Amberes el 3 de junio de 1610. Alumno de Lucas Vorsterman I, aparece registrado como maestro grabador en el gremio de San Lucas de Amberes desde 1632/1633. Al mismo tiempo, en 1632, ingresó en la Sodaliteit der Bejaerde Jongmans, congregación de hombres solteros vinculada a la Sociedad de Jesús. En el libro de registros del gremio aparece inscrito por última vez en el correspondiente al curso 1660/1661, en el que recibe todavía a un alumno, no teniéndose otros datos posteriores.
Prolífico y algo desigual, sus comienzos en el grabado se encuentran vinculados al taller de Rubens del que reprodujo al aguafuerte y buril ocho cuadros entre los que cabe destacar la estampa del Martirio de Santo Tomás, encargado para la iglesia de los Agustinos de Praga en 1637, de la que existiría en la Biblioteca Nacional de Francia una prueba retocada a mano posiblemente por el propio Rubens. Realizó también grabados de reproducción o sobre dibujos de Theodor van Thulden, Philip Fruytiers, Jacob Jordaens, Abraham van Diepenbeeck o Gerard Seghers. Una estampa de la Virgen con Dios Padre sobre dibujo de este último fechada en 1633 es la más antigua de las imágenes datadas de Neefs que se conoce. Para la Iconografía de Anton van Dyck publicada por Gilles Hendrickx retocó el retrato de portada del propio Van Dyck y el de Frans Snyders, del que Van Dyck había dejado hechos el dibujo y el aguafuerte. Son suyos también en esta colección los retratos de Martin Ryckaert y Antonio de Tassis y, fuera de ella, los de Joost de Hertogue y Maria Margaretha de Barlemont.

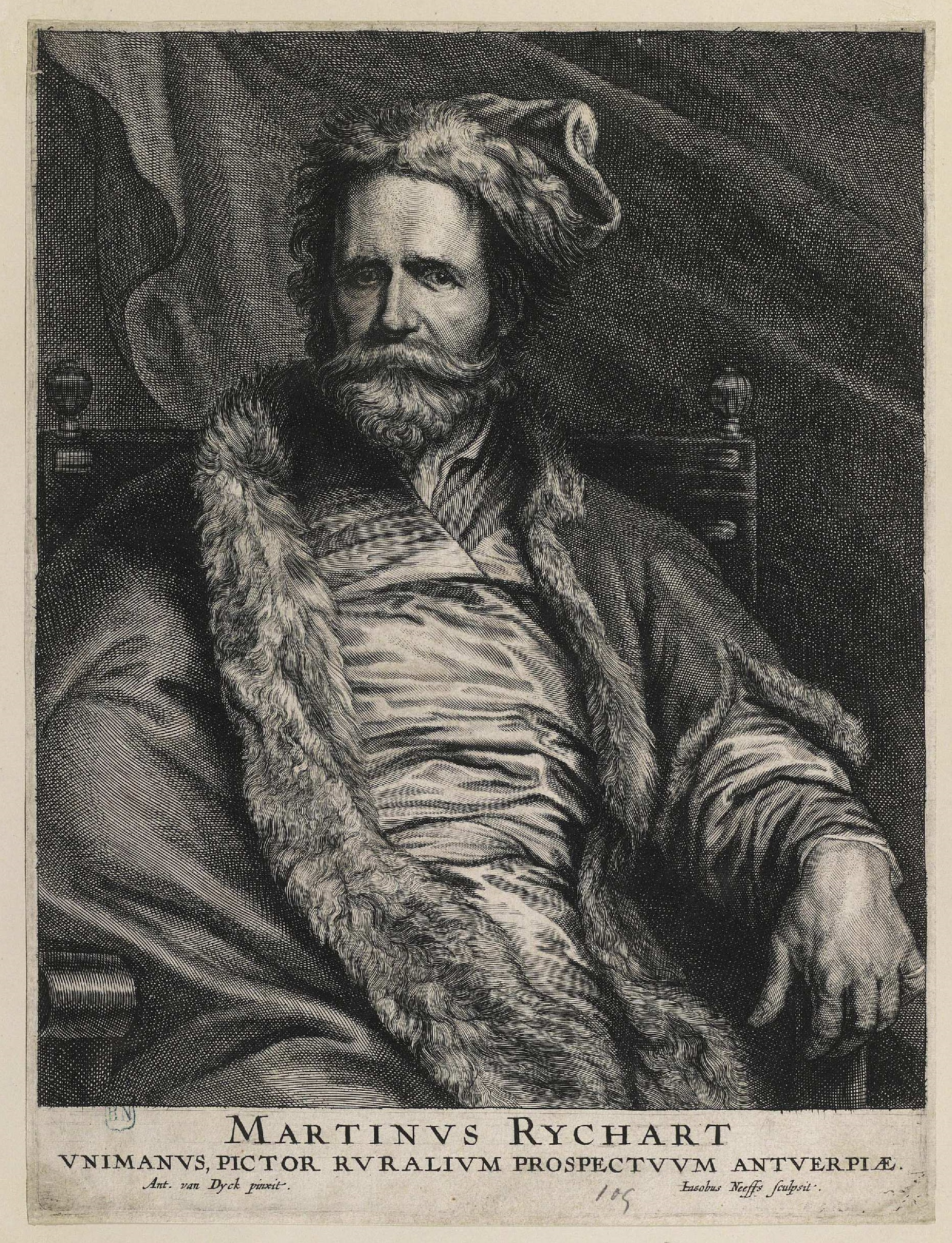
Martin Ryckaert, aguafuerte y buril firmado por Jacob Neefs por pintura de Anton van Dyck. Biblioteca Nacional de España.

En la ilustración de libros, son suyos, entre otros, el retrato de medio cuerpo del cardenal-infante don Fernando de Austria para la relación de la célebre entrada del infante en Amberes que salió publicada con el título Pompa Introitus y grabados de Theodor van Thulden sobre composiciones de Peter Paul Rubens, además de varias de las estampas que ilustran la obra del jesuita Guilielmo Becano dedicada a la entrada del infante en Gante, Serenissimi Principis Ferdinandi Hispaniarum Infantis triumphalis Introitus in Flandriae Metropolim Gandarum, o el frontispicio de Caroli Neapoli Anaptixis ad Fastos P. Ouidii Nasonis, según invención de Erasmus Quellinus II, obra impresa en la Officina Plantiniana de Balthasar Moretus, 1639. El mismo año y para el mismo impresor, también por dibujo de Erasmus Quellinus, firmó la portada calcográfica del polémico Philippus Prudens, Caroli V imp. filius Lusitaniae, Algarbiae, Indiae, Brasiliae legitimus rex demostratus de Juan Caramuel Lobkowitz, donde defendía la sujeción del Reino de Portugal a la Corona de Castilla con argumentos morales, jurídicos y políticos pero también jeroglíficos y astrológicos que son los que se ven representados en el frontispicio de su obra, con el signo Leo (en el que había nacido Felipe II) sometiendo a la constelación del dragón, figura que tradicionalmente acompañaba al escudo de Portugal.
Para el Studium Seraphicum Sacri Ordinis Franciscani (Amberes, G. Lesteens, 1634) proporcionó el frontispicio y cinco estampas por dibujos de Van Thulden y Philip Fruytiers, las únicas según Max Rooses que firmó como editor. Fruytiers sería también quien le proporcionase los dibujos utilizados por Neefs para el frontispicio y las cincuenta y tres estampas que ilustran la Sancti Bernardi [...] pvlcherrima & exemplaris Vitæ Medvlla (Amberes, G. Lesteens y E. Gymnicum, 1653), aunque la mayor parte solo estén firmados por el grabador. Para las Images de divers hommes d'esprit sublime de Joannes Meyssens (1649) grabó el retrato de Gaspar de Crayer por pintura de Van Dyck, plancha reutilizada en Het gulden cabinet de Cornelis de Bie.